# Szentlélek-plébániatemplom (Pilisszentlélek)
A római katolikus Szentlélek-templom az Esztergomhoz tartozó Pilisszentlélek plébániatemploma.

## Története

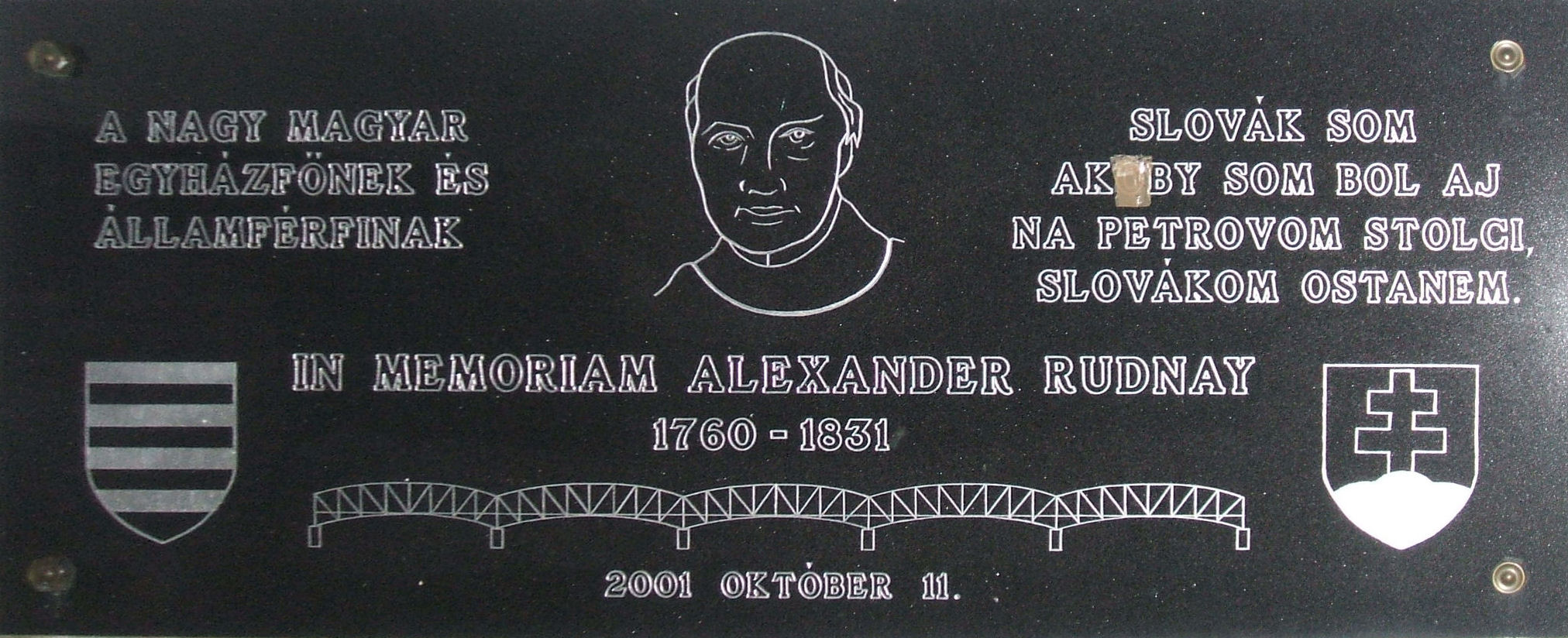
Rudnay Sándor emléktáblája

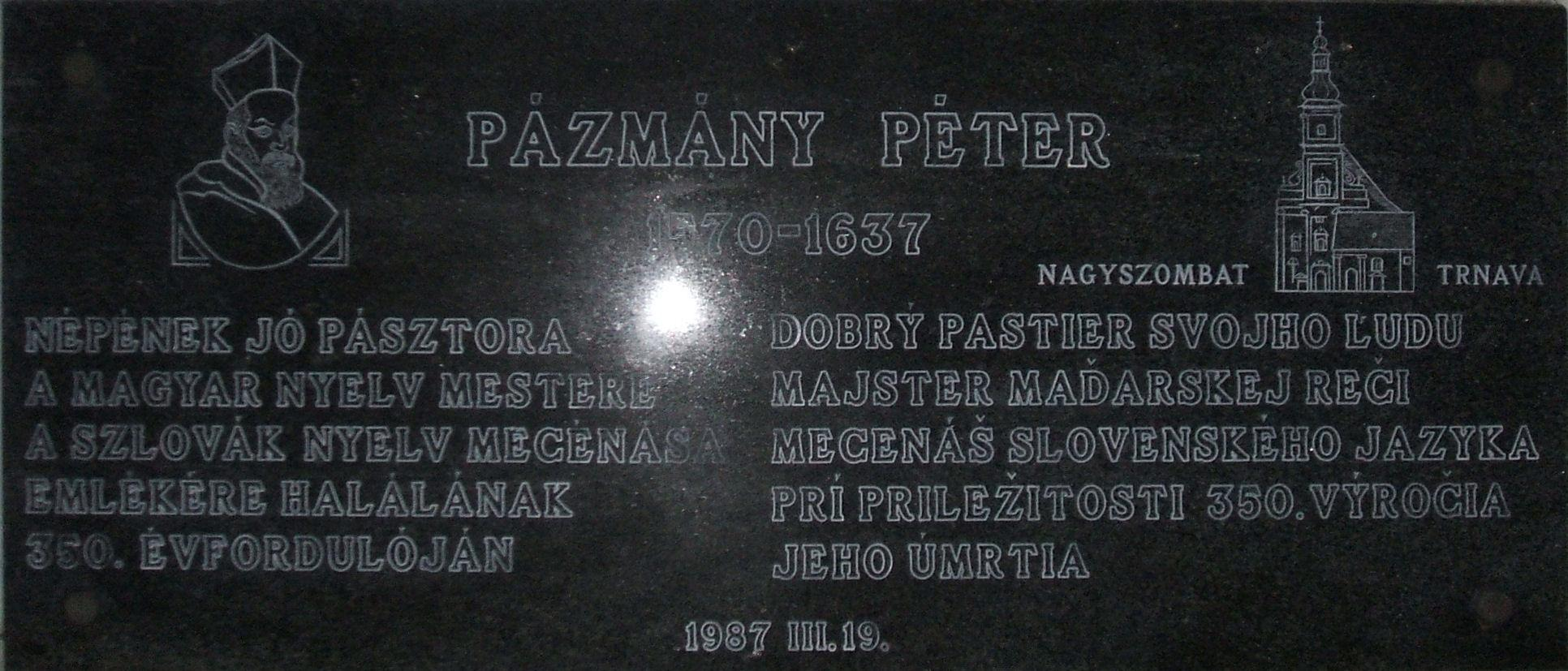
Pázmány Péter emléktáblája

A településen 1787 óta van plébánia, amit 1924-től vezetnek helyben lakó főegyházmegyés papok. A jelenlegi templom elődjét, egy kis kápolnát első ízben az 1836-os Canonica Visitatio (egyházi jegyzőkönyv) említi. A falu felett, kis dombra épült. A kápolnát 1857-ben Scitovszky János esztergomi érsek közbenjárásával templommá alakította át a királyi kamara, és tornyot is emeltek rá. Erre azért volt szükség, mert lakosság növekedésével a kápolna kicsinek bizonyult, illetve olyannyira romossá vált, hogy életveszélyes is volt. A munkálatok során az épületet három öllel meghosszabbították, ellátták szentéllyel, falait másfél öllel felemelték. Ekkor készült el a kórus karzata, valamit új bejáratot alakítottak ki a korábbi délkeleti helyett. A bejárat fölé fából tornyot emeltek. A templomot 1857. július 26-án adták át. 1938-39-ben restaurálták, és bővítették ki két oldalhajóval. Ekkor nyerte el mai formáját, és 150 m²-es nagyságát. 1985-ben egy székelykapu épült előtte, melynek felirata „Isten segedelmével állíttatta a Szentendrei Sportkör a pilisszentléleki hívek támogatásával Szeifert Ferenc plébános idejében. 1985. Pünkösd.” 1987-ben, Pázmány Péter halálának 350. évfordulója alkalmával kétnyelvű emléktáblát avattak a templom falán. 2009. szeptember 17-én adták át a díszkivilágítást. A négy reflektor az épület két oldalát, homlokzatát és a tornyát világítja meg.